# Иоанн Куркуас
Иоанн Куркуас (греч. Ἰωάννης Κουρκούας) — византийский военный деятель середины X века. Его успехи в борьбе с мусульманскими государствами на Востоке окончательно изменили ход многовекового арабо-византийского конфликта.
Куркуас происходил из знатного армянского рода Куркуасов, давшего ещё несколько известных византийских деятелей. Будучи командиром одного из полков императорских телохранителей, Куркуас был одним из главных сторонников императора Романа I Лакапина, а также способствовал восхождению последнего на престол. В 923 году Куркуас был назначен начальником главной византийской армии, стоявшей вдоль границы с халифатом Аббасидов и полуавтономными мусульманскими эмиратами. Он занимал эту должность более двадцати лет, одержав над арабами множество побед, которые изменили стратегический баланс сил в регионе.
В IX веке Византия постепенно восстанавливала свою мощь и внутреннюю стабильность, а халифат становился всё более бессильным и распадался. Под командованием Куркуаса византийская армия впервые за почти 200 лет продвинулась вглубь арабских земель, расширяя имперские границы. Были завоёваны эмираты Мелитены и Каликалы. Это расширило византийский контроль над Верхним Евфратом и Западной Арменией. Остальные иберийские и армянские князья стали византийскими вассалами. Куркуас также сыграл роль в отражении нападения русов в 941 году и вернул в Византию эдесский Мандилион — важную христианскую святыню с изображением лика Иисуса Христа. Он был отправлен в отставку в 944 году в результате происков сыновей Романа I Лакапина, но был восстановлен в должности императором Константином VII, выступая в качестве имперского посла в 946 году. Его дальнейшая судьба неизвестна.

## Ранняя жизнь и карьера

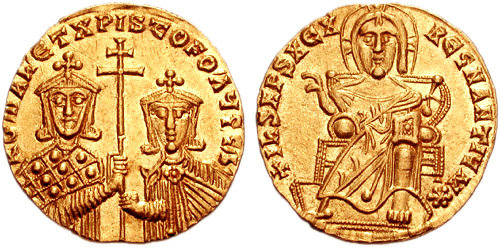
Солид Романа I Лакапина и его сына Христофора

Иоанн Куркуас принадлежал к знатному армянскому роду Куркуасов (это эллинизированная форма фамилии, настоящей была Гурген), который занял видное положение в византийских ведомствах в IX веке и получил известность одной из самых могущественных семей, принадлежавшей к землевладельческой военной аристократии в Малой Азии. Дед Иоанна, носивший такое же имя, был командиром элитного корпуса гиканатов (тагма) при императоре Василии I Македонянине; брат Иоанна Феофил был доместиком восточных схол, так же как и собственный сын Иоанна Роман и его внучатый племянник Иоанн I Цимисхий (будущий император).
Очень мало известно о ранней жизни Иоанна Куркуаса. Его отец был богатым чиновником, служившим в императорском дворце. Сам Иоанн родился в Докии (современный Токат) в районе Дарбид в феме Армениакон и получил образование у одного из своих родственников, епископа Гангры Христофора. По сообщению Продолжателя Феофана, епископ говорил о будущем Куркуаса следующее: «Будет сей Иоанн во избавление и на подмогу ромеям». В период регентства императрицы Зои Карбонопсины (914—919) при малолетнем Константине VII он был назначен командиром виглы — полка дворцовой стражи. Находясь на этой должности, Куркуас оказал поддержку своему приятелю-армянину, адмиралу Роману Лакапину, и арестовал несколько высокопоставленных чиновников, которые выступили против него. Это открыло путь к назначению Лакапина регентом на место императрицы Зои в 919 году. Лакапин постепенно расширял круг своих полномочий, пока он не был коронован как старший император в декабре 920 года. В качестве награды за поддержку около 923 года Роман Лакапин назначает Куркуаса на должность доместика восточных схол — фактически, главнокомандующего всех имперских войск в Малой Азии. Согласно хронике Продолжателя Феофана, Куркуас занимал эту должность бессменно 22 года и семь месяцев.
В это время, после катастрофического сражения при Ахелое в 917 году, основное внимание византийцев было сосредоточено на Балканах, где велась война против Болгарского царства. Первой задачей Куркуаса на должности доместика восточных схол было подавление восстания Варды Воилы (Βάρδας ό Βόηλας), стратега фемы Халдии — стратегически важного района на северо-восточной границе империи в Малой Азии. После успешного подавления мятежа, брат Иоанна Феофил Куркуас занял место стратега Халдии. Как командующий этой самой северной части восточной границы, Феофил показал себя компетентным военачальником и оказывал ценную поддержку кампаниям своего брата.

## Первые походы в Мелитену и Армению

Кавказ и Ближний Восток в 884—962 гг.

После прекращения мусульманских завоеваний середины VII века, арабо-византийский конфликт превратился в череду мелких столкновений, проходивших вдоль границы по приблизительной линии Таврские горы — Аладаглар. До 860-х годов превосходящая мусульманская армия заставила переходить византийцев к обороне. Только после победы в битве при Лалаконе в Пафлагонии, византийцы начали постепенно восстанавливать свои некоторые утраченные позиции, к тому периоду относятся походы в Сирию и Месопотамию, и аннексия государства павликиан вокруг Тефрики. По словам историка Марка Виттоу, «в 912 году арабы были закреплены позади Тавра и Анти-Тавра», а армяне предали арабов, переходя на службу империи в большом количестве. Возрождению византийской власти в регионе ещё более способствовало постепенное падение халифата Аббасидов, особенно при Аль-Муктадире (908—932), когда центральное правительство столкнулось с рядом восстаний. На периферии халифата ослабление централизованной власти позволило появиться ряду полуавтономных местных государств. Кроме того, после смерти болгарского царя Симеона I в 927 году, заключенный с болгарами мирный договор позволил империи обратить всё своё внимание и ресурсы на Восток.
В 925 году император Роман I Лакапин почувствовал себя достаточно сильным, чтобы потребовать выплаты дани с мусульманских городов на западном берегу Евфрата. Когда в следующем году он получил отказ, Куркуас во главе армии пересёк границу. При помощи своего брата Феофила и армянского контингента под начальством стратига фемы Ликанд Млеха (Мелиас греческих источников), Куркуас направился к Мелитене — центру эмирата, который давно досаждал византийским приграничным областям. Византийская армия успешно штурмовала город. Хотя мелитенская цитадель ещё не сдавалась, Куркуас заключил с эмиром договор, по которому владения последнего становились зависимыми от Византийской империи.
В 927—928 годах Куркуас начал крупный поход на Армению. После взятия Самосаты (современный Самсат), важного опорного пункта на Евфрате, византийцы продвинулись до армянского города Двин, контролируемого арабами. Рядом с Армянский царством Багратидов, здесь существовал Двинский эмират. Арабское контрнаступление вынудило византийцев покинуть Самосаты спустя всего несколько дней. Двин также был захвачен со значительными человеческими жертвами согласно арабским источникам. В то же время, арабы из Тарса провели успешные набеги на Южную Анатолию. Византийцы отправились к южной Армении и разграбили область вокруг озера Ван, а город Хелят был взят, что вызвало массовое бегство мусульман из этой области. Во время этого вторжения, византийская армия отдалилась более чем на 500 километров от ближайшего имперского опорного пункта, что существенно отличалось от нескольковековой оборонительной стратегии Византийской империи, и отметило новые возможности императорской армии. Тем не менее, голод в Анатолии и необходимость проведения кампании в Южной Италии, ослабили силы Куркуаса. Армянская кампания 929 года окончилась поражением от Муфика-ас-Саджи, родственника эмира Азербайджана.
В 930 году атака Мелиаса на Самосаты потерпела тяжёлое поражение; среди других видных военачальников, схваченных и отправленных в Багдад, был и один из его сыновей. Позднее, в том же году, Иоанн и его брат Феофил осадили столицу эмирата Каликалы Феодосиополь (современный Эрзурум). Кампания была осложнена происками их мнимых союзников, иберийских правителей Тао-Кларджети. Они были раздражены тем, что византийский контроль стал распространяться на прилегающие к их княжествам земли, и поэтому они начали снабжать осаждённый город. Как только помощь прибыла в Феодосиополь, иберийские князья громогласно потребовали, чтобы византийцы передали им несколько захваченных городов, но когда один из них (крепость Мастатон) был отдан, иберы тотчас вернули его арабам. Куркуас не среагировал на это оскорбление, потому что ему необходимо было не вмешивать в войну иберов, и к тому же он знал, что армянские князья внимательно наблюдают за его поведением. После семи месяцев осады, весной 931 года был взят Феодосиополь, превращённый в византийского вассала. Согласно труду «Об управлении империей», все территории к северу от реки Аракс, были переданы иберийскому царю Давиду II. Как и Мелитену, контролировать Феодосиополь византийцам оказалось тяжело, и население осталось непокорным. В 939 году они восстали и изгнали византийцев, а Феофил Куркуас не смог покорить город до 949 года. Затем эта территория была полностью включена в империю, и её мусульманское население было выслано и заменено греческими и армянскими поселенцами.

## Окончательный захват Мелитены

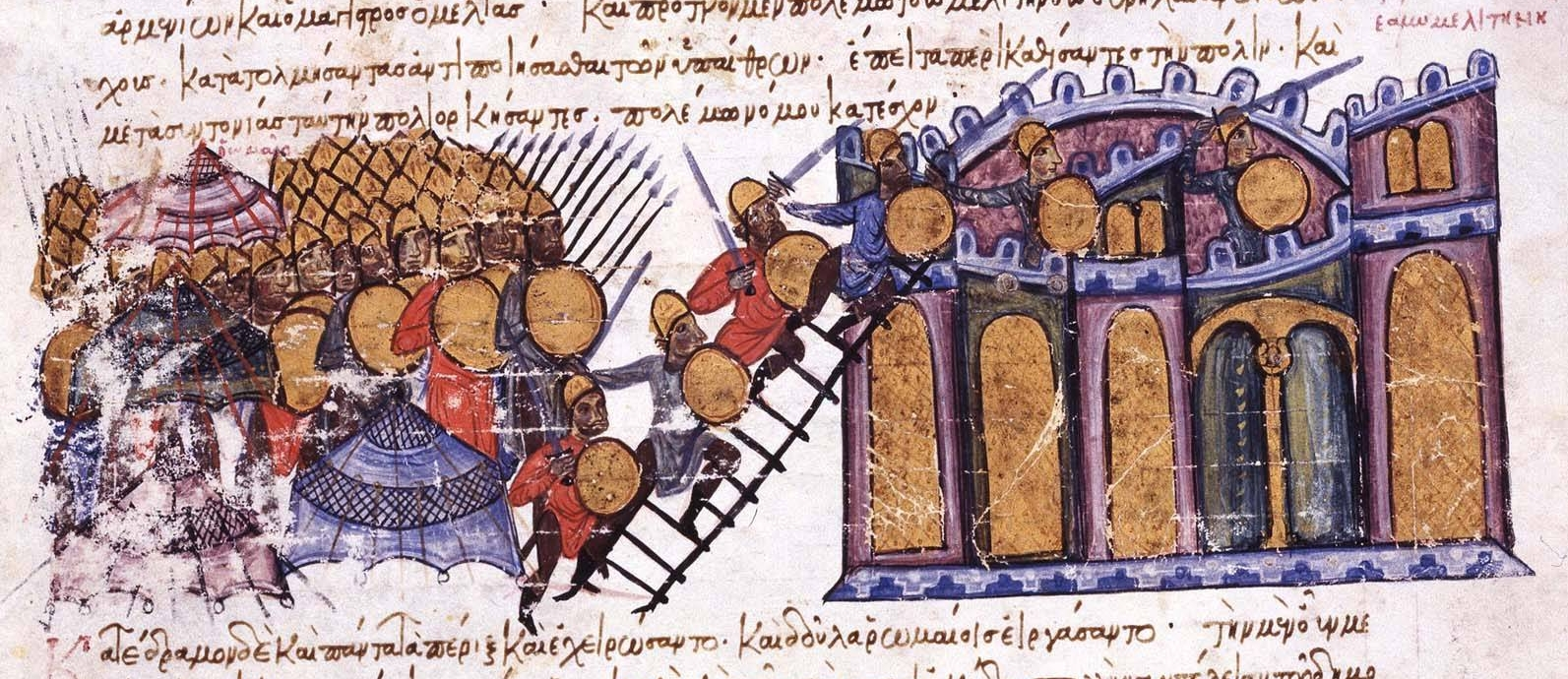
Падение Мелитены. Миниатюра из Мадридской хроники Скилицы.

После смерти эмира Абу Хафса в 928 году, Мелитена отказалась быть в вассальной зависимости от византийцев. После того, как попытки взять город штурмом или при помощи хитрости не удались, византийцы создали кольцо крепостей на холмах вокруг Мелитенской долины и начали методично опустошать область вокруг города. В начале 931 года население Мелитены было вынуждено пойти на соглашение с византийцами. Они согласились получить статус зависимого города и даже обязались предоставить военный контингент в проводимые византийцами походы.
Однако другие мусульманские государства не были в стороне от этих событий: в марте 931 года византийские области в Малой Азии пострадали от трёх последовательных набегов, организованных аббасидским военачальником Му’нисом аль-Хадимом. И в том же году, в августе, эмир Тарса Сумл совершил крупный поход, проникнув до Анкиры и Амория, и вернулся с многочисленными пленными за которых впоследствии получил выкуп в 136 тысяч динаров. В это время византийцы были заняты на юге Армении, где они воевали с эмиром Азербайджана. Там греки одержали ряд побед, захватив крепости Перкри и Манцикерт, а затем отправились в Месопотамию, чтобы вновь захватить Самосаты. В этот момент мелитенцы призвали правителя Мосула из рода Хамданидов на помощь. В ответ мосульский князь Саид ибн Хамдан атаковал византийцев и вынудил их отступить: Самосаты были оставлены, а в ноябре 931 года византийский гарнизон покинул Мелитену. Саид был, однако, неспособен остаться в области или оставить достаточный гарнизон; как только он отправился обратно в Мосул, византийцы вернулись и возобновили блокаду Мелитены вместе с применением тактики выжженной земли.
В источниках нет записей о каких-либо серьёзных византийских внешних кампаниях в 932 году; империя была занята подавлением двух восстаний в Опсикийской феме. В 933 году Куркуас возобновил военные действия против Мелитены. Му’нис аль-Хадим отправил войско, чтобы помочь осаждённому городу. В произошедшей стычке, византийцы одержали сокрушительную победу и захватили много пленных, а арабская армия вернулась обратно, так и не освободив город. В начале 934 года, во главе с 50 тысячной армии, Куркуас снова пересёк границу и двинулся к Мелитене. Другие мусульманские государства не предложили городу помощь, так как среди них царила суматоха, вызванная смещением халифа Аль-Кахира. Куркуас снова взял Самосаты и осадил Мелитену. Узнав о подходе Куркуаса, многие жители города покинули его, а голод, в свою очередь, к 19 мая 934 года заставил сдаться остальных жителей. Опасаясь повторения предыдущих восстаний города, Куркуас позволил остаться только тем жителям, которые были христианами или согласились принять христианство. Значительная часть жителей приняла христтианство. Остальные жители по приказу военачальника были изгнаны. Мелитена была полностью включена в состав империи, и большая часть её плодородных земель была преобразована в достояние империи (kouratoreia). Это был необычный шаг, предпринятый Романом I Лакапином для того, чтобы предотвратить захват провинции со стороны могущественной анатолийской земельной аристократии. Это также служило усилением присутствия империи в этом регионе и контроля над важнейшими новыми окраинами.

## Усиление Хамданидов

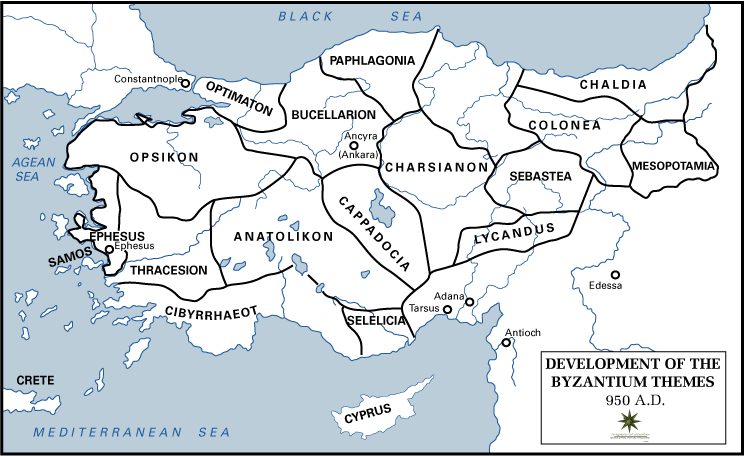
Византийский Восток к 950 году

Падение Мелитены глубоко потрясло весь мусульманский мир: впервые главный мусульманский город пал и был включён в состав Византийской империи. Куркуас продолжил развитие успеха, подчинив части самосатской области в 936 году, а затем разрушил город до основания. До 938 года, Восток остался относительно спокойным. Такие историки, как Марк Виттоу и Стивен Рансимен, предполагают, что византийцы, вероятно, были заняты полным умиротворением Мелитены и арабских эмиратов, лишённых любой потенциальной поддержки со стороны халифата, а греки старались не допустить прихода помощи.
С падением халифата и его очевидной неспособности защищать свои приграничные области, новая местная династия Хамданидов стала основным противником Византии в Северной Месопотамии и Сирии. Династию возглавлял Хасан, названный Насиром аль-Даулой («Защитник государства»), и его младший брат Али, более известный под именем Сайфа аль-Даулы («Меч государства»). Около 935 года арабское племя Бану Хабиб, потерпевшее поражение от усиливающихся Хамданидов, полностью ушло к византийцам, приняло христианство и предоставило 12 тысяч всадников в распоряжение империи. Перебежчики поселились на западном берегу Евфрата, где им поручили охранять пять новых фем, созданных в тех краях: Мелитена, Харпезикон, Асмосатон (Арсамосата), Дерзен и Хозанон.
Первое столкновение византийской армии с Сайфом аль-Даулой произошло в 936 году, когда последний попытался освободить Самосаты, но восстание в его государстве заставило повернуть обратно. Однако во время другого вторжения, в 938 году, он захватил крепость Харпет и разгромил авангард Куркуаса, взяв большое количество добычи, вынудив Куркуаса уйти. В том же году было подписано мирное соглашение между Константинополем и халифатом. Переговорам способствовало растущее могущество государства Хамданидов, что вызывало беспокойство обеих сторон. Несмотря на официальный мир с халифатом, продолжалась война между византийцами и местными мусульманскими правителями, которым теперь помогали Хамданиды. Византийцы попытались осадить Феодосиополь в 939 году, но осада была остановлена в связи с известием о приближении вспомогательной армии Сайфа аль-Даулы.
К тому времени византийцы захватили Арсамосату и другие стратегически важные опорные пункты в горах юго-западной Армении, что создало прямую угрозу для мусульманских эмиратов вокруг озера Ван. Чтобы переломить создавшуюся ситуацию, в 940 году Сайф аль-Даула начал выдающуюся кампанию: начиная путь от Мартирополиса, он пересёк Битлис и отправился в Армению, где захватил несколько крепостей и принял покорность от местных мусульманских и христианских правителей. Он опустошил византийские владения вокруг Феодосиополя и совершил набег на Колонею, которую он осаждал вплоть до прибытия Куркуаса со вспомогательной армией, вынудивших его отступить. Сайф аль-Даула не был в состоянии развить успех: до 945 года Хамданиды были заняты внутренними событиями в халифате и борьбой с Буидами в Месопотамии, и Ихшидами в Сирии.

## Поход русов в 941 году

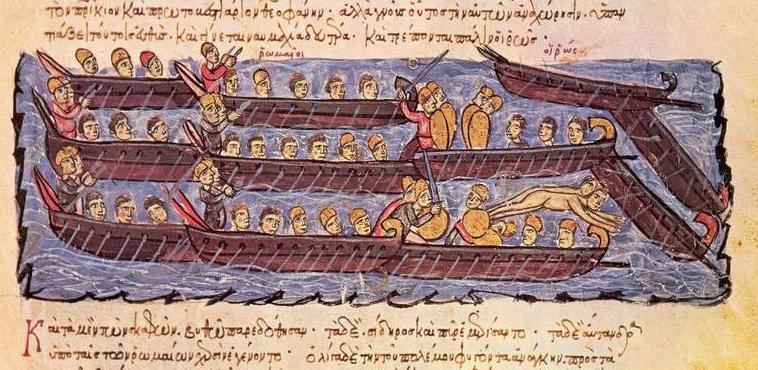
Византийцы отбивают нападение русов. Миниатюра из Мадридской хроники Скилицы

Отвлечение Хамданидов от византийских границ оказалось удачным для Византии. В начале лета 941 года, когда Куркуас был готов возобновить кампанию на Востоке, его внимание было отвлечено на неожиданное событие: появление флота русов, которые «на десяти тысячах судов» ворвались в окрестности самого Константинополя. Византийская армия и флот отсутствовали в столице, и появление русской флотилии вызвало панику среди её населения. В то время, пока флот и армия Куркуаса были отозваны, протовестиарий Феофан поспешно собрал эскадру из старых судов, вооружённых греческим огнём, и к 11 июня смог победить флот Руси, заставив его отказаться от нападения на город.
Оставшиеся в живых русы, высадились на побережье Вифинии и принялись разорять беззащитные деревни. Патрикий и стратиг Варда Фока Старший поспешил в область наперехват противника с кавалерией и отборными воинами и перебил его. Наконец, на подмогу подошли силы во главе с Куркуасом, которые смогли разбить рассеянные по деревням русские отряды. Оставшиеся в живых отступили к своим кораблям и попытались пересечь фракийский берег под покровом ночи, но во время переправы византийский флот под командованием Феофана напал и разгромил флот русов.

## Кампании в Месопотамии и возвращение Мандилиона

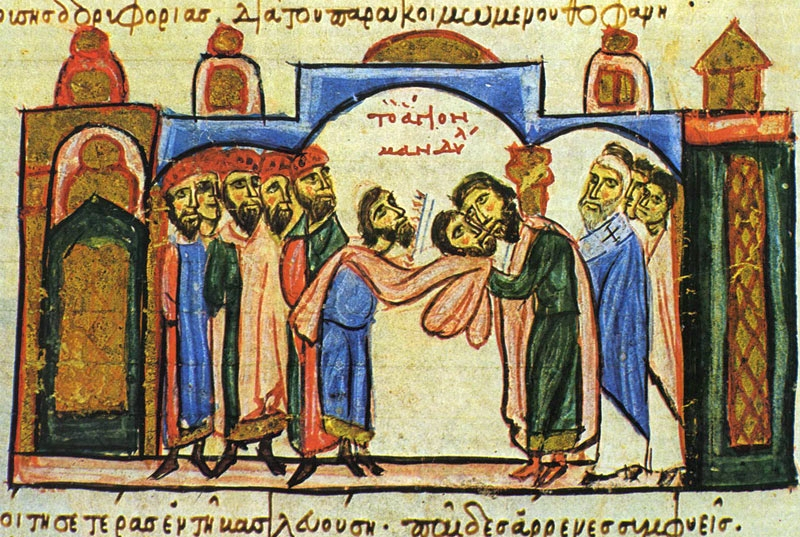
Сдача Мандилиона византийскому паракимомену Феофану в Эдессе. Миниатюра из Мадридской хроники Скилицы

После поражения русов, в январе 942 года Куркуас начал новую кампанию на Востоке, которая продолжалась в течение трёх лет. Первое нападение было на территорию Алеппо, который был полностью разграблен. При падении города Хамус, согласно арабским источникам, византийцы захватили приблизительно 10—15 тысяч пленных. Несмотря на незначительный ответный набег Сумла из Тарса летом, осенью того же года Куркуас начал новое важное вторжение. Во главе исключительно большого войска, включавшего около 80 тысяч человек по сообщениям арабских источников, военачальник перешёл из союзной области Тарон в северную Месопотамию. Мартирополис, Амида, Нисибис, Дара — места, где византийская армия не ступала со времён Ираклия, правившего 300 годами ранее, — были взяты штурмом и разграблены.
Однако истинной целью этих кампаний была Эдесса — местонахождение Спаса Нерукотворного, или Мандилиона. Нерукотворный образ Христа был запечатлён для царя Эдессы Абгара V Уккамы после того, как посланный им художник не сумел изобразить Христа: Христос умыл лицо, отёр его платком, на котором остался отпечаток, и вручил его художнику. Для византийцев, особенно после окончания периода иконоборчества и восстановления иконопочитания, Мандилион имел глубоко религиозное значение. Захват Мандилиона придал бы режиму Лакапина популярность и легитимность.
Куркуас нападал на Эдессу каждый год, начиная с 942 года, и опустошал все пригородные области, как он это сделал несколькими годами ранее при Мелитене. Наконец, эдесский эмир согласился заключить мир, обещая не поднимать оружие против Византии, и передал Спас Нерукотворный в обмен на освобождение 200 пленных. Мандилион тотчас был отправлен в Константинополь, куда он был доставлен 15 августа 944 года в праздник Успения Пресвятой Богородицы. Был устроен триумфальный въезд в честь почитаемой реликвии, которая затем была направлена на хранение в Церковь Девы Фаросской, часовню Большого константинопольского дворца. Что касается Иоанна Куркуаса, он завершил свою кампанию после взятия городов Бирты и Германикеи.

## Уход в отставку и возвращение
Несмотря на это торжество, падение Куркуаса, так же как и его друга и покровителя императора Романа I Лакапина, было неизбежным. Двое старших сыновей Романа и его соправители, Стефан и Константин, завидовали успехам Куркуаса, и в прошлом пытались подорвать доверие к нему императора, однако все эти попытки были безуспешными. После успехов Куркуаса на Востоке, Роман I решил породниться с известным военачальником. Дочь Куркуаса Евфросинья должна была выйти замуж за внука императора, будущего Романа II, сына его зятя и младшего императора Константина VII. Несмотря на то, что этот союз должен был эффективно укрепить лояльность армии, он также был направлен на усиление позиций законной Македонской династии в лице Константина VII, и ослаблял притязания на престол сыновей Лакапина. Как и ожидалось, Стефан и Константин выступили против этого решения и убедили своего больного и старого отца осенью 944 года отправить Куркуаса в отставку.
Куркуас был заменён на некоего Панферия, который почти сразу же потерпел поражение от Сейфа аль-Даулы в декабре, который совершил набег на Алеппо. 16 декабря Роман I сам был свергнут Стефаном и Константином, и сослан в монастырь на острове Прот. Несколько недель спустя, 26 января, очередной переворот устранил двух молодых Лакапинов от власти и сделал полновластным царём Константина VII. Сам Куркуас вскоре вернулся к царской службе: Константин выделил деньги для ремонта дворца Куркуаса после того, как тот был повреждён землетрясением, а в начале 946 года он вместе с магистром Косьмой, вел переговоры с арабами из Тарса об обмене пленных. Однако сам обмен состоялся только в октябре. Затем, следы Иоанна Куркуаса теряются.
Падение Лакапинов ознаменовало конец целой эпохи с точки зрения личности, но экспансионистская политика Куркуаса была продолжена: за ним следовал Варда Фока Старший, затем Никифор Фока и, наконец, внучатый племянник самого Куркуаса, император Иоанн I Цимисхий. Все они расширяли границы византийского Востока, вернули под власть империи Киликию и Северную Сирию с Антиохией, а хамданидский эмират Алеппо в конце X века взяли под византийский протекторат.

## Оценка деятельности
...магистр и доместик схол Иоанн прекрасно проявил себя на войне, соорудил много больших трофеев, расширил ромейские пределы и разрушил множество агарянских городов....
Куркуас принадлежит к числу величайших военных лидеров Византийской империи. Византийские летописцы упоминали его как военачальника, который восстановил имперские границы до Евфрата. В современном труду, состоящем из восьми книг и написанном простоспафарием Мануилом, который теперь утерян за исключением небольшого извлечения Продолжателя Феофана, он назван «вторым Траяном или Велисарием».
Конечно, его успех был отчасти следствием военных походов предыдущих императоров: Михаила III, который разбил армию Мелитены при Лалаконе; Василия I, который уничтожил павликиан; Льва VI Мудрого, который основал стратегически важную фему Месопотамия, и императрицы Зои, вернувшей влияние Византии в Армении и основавшей фему Ликанд. Тем не менее, именно Иоанн Куркуас и его кампании определённо изменили баланс сил в пользу Византии на Среднем Востоке, охраняя пограничные области от набегов арабов, и превратили Византийскую империю в экспансионистскую державу. По словам историка-византиниста Стивена Рансимана:
«менее блестящий военачальник, возможно, […] очистил сарацинскую империю и успешно защитил свои границы; но [Куркуас] сделал больше. Он вселил новый дух в имперскую армию и победоносно повел её вглубь страны неверных. Фактическая область его завоеваний не была столь большой; но этого было достаточно, чтобы полностью изменить старые роли Византии и арабов. Византия теперь была агрессором… [Иоанн Куркуас] был первым в ряду великих завоевателей и стал первым достойным похвал».